# 愛に気づいて
愛に気づいて （Wake Up My Love)は、1982年10月27日に発売されたジョージ・ハリスン（George Harrison）の楽曲である。
日本では、1982年11月28日にリリースされた。

## 概要
アルバム『ゴーン・トロッポ』からのファースト・シングルカット。アメリカの『ビルボード』誌では、最高位53位、『キャッシュボックス』誌では、最高位67位だった。イギリスでは、チャート入りしていない。

## 収録曲
- 愛に気づいて (Wake Up My Love)
- グリース(Greece)